# کشمر (دی‌جی)
ایلز هالوول دار (انگلیسی: Hollowell-Dhar (زاده ۶ اکتبر ۱۹۸۸) که به‌طور حرفه ای به عنوان Kshmr شناخته می‌شود ترانه‌سرا، دی جی، تهیه‌کننده موسیقی و موسیقی دان اهل آمریکا است. او در سال ۲۰۲۰ با بازی گارنا فری فایر همکاری کرد و یکی بهترین کاراکترهای این بازی شد.
او در نظرسنجی ۱۰۰ دی جی برتر سال ۲۰۱۵ در DJ Mag ' رتبه ۲۳ قرار گرفت و بالاترین ورودی سال را دریافت کرد. در همان نظرسنجی او در سال‌های ۲۰۱۶ و ۲۰۱۷ به رتبه دوازدهم رسید و دوباره در سال ۲۰۲۰ او در همین نظرسنجی در سال ۲۰۲۱ در رتبه یازدهم قرار گرفت.در جولای ۲۰۱۷، Dharma Worldwide را راه‌اندازی کرد، یک زیرلیبل از Spinnin' Records. کشمر در بسیاری از جشنواره‌های موسیقی مانند Coachella , سرزمین فردا, ای دی سی , جشنواره موزیک اولترا و سانبارن به صورت زنده اجرا کرد.